# STOL

STOL (eng. Short Take-Off and Landing) je pojam koji označava zrakoplove koji za uzlijetanje i slijetanje koriste kratke uzletno-sletne staze. Po NATO definiciji STOL je sposobnost zrakoplova da se nakon preleta 15-metarske prepreke pri slijetanju zaustavi do 450 m i obratno, da nakon uzlijetanja do dužine 450 m preleti prepreku od 15 m.
Mnogi STOL zrakoplovi predviđeni su za slijetanje na za to nepripremljene terene, dok su neki, kao npr., de Havilland Dash-7 dizajnirani za korištenje priređenih pista. STOL karakteristike imaju uglavnom zrakoplovi koji imaju podvozje s repnim kotačem iako i nekoliko zrakoplova s podvozjem tipa tricikl posjeduju ove karakteristike (Cessna 208, Yak-40, Peterson 260SE).
Uobičajeno, STOL zrakoplovi imaju veliku površinu krila na koja su ugrađena predkrilca, zakrilca i aerodinamički usmjerivači strujnica zraka. Iako dizajn ovakvom zrakoplovu smanjuje brzinu ne smanjuje mu se nosivost korisnog tereta, što je izuzetno važno za izolirana i teško dostupna mjesta čija opskrba o njemu ovisi. Na STOL zrakoplove se umjesto kotača mogu ugraditi i plovci za slijetanje na vodene površine ili skije za slijetanje na snijeg ili led.